# Audrey Estrougo
Audrey Estrougo (née en 1983 à Paris) est une réalisatrice et scénariste française.

## Biographie
Audrey Estrougo est née le 12 juillet 1983 à Paris, elle grandit entre Paris et la banlieue parisienne.   
À 26 ans, elle réalise son premier film : Regarde moi, qui traite de l'univers des cités, sous un prisme féminin. Bien que très jeune et sans formation cinématographique, Audrey se voit alors proposer la réalisation d’une comédie musicale : Toi, moi, les autres, qui sort en 2011.  
Elle réalise en 2013 et sans aucun financement Une histoire banale qui traite des lendemains du viol. La Taularde, huis clos dans le milieu carcéral féminin avec Sophie Marceau, écrit après deux années d’immersion en maison d’arrêt, sort sur les écrans le 14 septembre 2016. En parallèle,  elle tourne sa première série télévisée pour Arte avec Romane Bohringer, Héroïnes, une comédie sociale en trois épisodes diffusée en février 2017.  

En 2019 elle tourne son cinquième long métrage À la folie qui sort en salles le 6 avril 2022. À l'été 2020, elle commence le tournage de Suprêmes, film biographique consacré aux débuts du groupe de rap français Suprême NTM. Elle coécrit le scénario avec Marcia Romano. Le film est sélectionné au festival de Cannes 2021 en sélection officielle hors compétition.  

## Filmographie

### Réalisatrice et scénariste
- 2007 : Regarde-moi
- 2008 : Encore un printemps (documentaire)
- 2011 : Toi, moi, les autres
- 2014 : Une histoire banale
- 2016 : La Taularde
- 2017 : Héroïnes (mini série - 3 épisodes)
- 2021 : Suprêmes
- 2022 : À la folie